# Trichomachimus curtusus
Trichomachimus curtusus är en tvåvingeart som beskrevs av Pavel Lehr 1989. Trichomachimus curtusus ingår i släktet Trichomachimus och familjen rovflugor. Inga underarter finns listade i Catalogue of Life.